# Federación Moldava de Fútbol
La Federación Moldava de Fútbol (FMF) (en rumano: Federația Moldovenească de Fotbal) es el organismo rector del fútbol en Moldavia, con base en Chisináu. Fue fundada en 1990 y es miembro de la FIFA (desde 1993) y a la UEFA (1994). Se encarga de la organización de la Divizia Națională y la Copa de Moldavia, así como los partidos de la Selección de fútbol de Moldavia en sus distintas categorías.

## Historia
La FMF fue fundada el 14 de abril de 1990, cuando Moldavia todavía era una de las repúblicas integrantes de la Unión Soviética. Un mes antes de proclamar su independencia, el 2 de julio de 1991, la Selección de fútbol de Moldavia jugó el primer partido de su historia ante Georgia, que se impuso por 2-4. 
La primavera de 1992 la FMF puso en marcha la primera edición de la Liga y la Copa de Moldavia. En marzo de 1993 obtuvo la adhesión a la UEFA y un año después, en 1994, a la FIFA. Ello permitió a la selección nacional participar en competiciones internacionales oficiales. El primer encuentro oficial, correspondiente a la fase de clasificación de la Eurocopa 1996, se disputó el 7 de septiembre de 1994 y Moldavia se impuso por 1-0 a Georgia.
A nivel de clubes, el debut en competiciones europeas se produjo en la temporada 1993/94, con la participación del FC Zimbru Chisinau en la Liga de Campeones.